# Krohmalți, Reșetîlivka
Krohmalți (în ucraineană Крохмальці) este un sat în comuna Lobaci din raionul Reșetîlivka, regiunea Poltava, Ucraina.

## Demografie
Componența lingvistică a localității Krohmalți
     Ucraineană (100%)
Conform recensământului din 2001, toată populația localității Krohmalți era vorbitoare de ucraineană (100%).